# Maher-Schalal-Hasch-Bas
Maher-Schalal-Hasch-Bas ist der Name des zweiten Sohnes des Propheten Jesaja, wie er in Jes 8,1–4  erwähnt wird.

## Etymologie
Der Name ist hebräisch מַהֵר שָׁלָל חָשׁ בַּז maher schalal chasch bas und besteht aus vier Wörtern. Sicher zu deuten sind die beiden Substantive שָׁלָל schalal „Beute“ und בַּז bas „Raubgut“. Das Wort חָשׁ chasch leitet sich vom Verb חושׁ chosch „eilen“ ab und ist entweder Perfekt oder Partizip. Da die Symbolhandlung, die mit dem vollständigen Namen verbunden ist, jedoch in die Zukunft weist, ist die Auffassung als Partizip „ein Eilender“ sinnvoller. מַהֵר maher ist ein Imperativ und bedeutet „eile!“ Die Substantive können sowohl als Subjekt als auch als Objekt aufgefasst werden, im ersten Fall ergibt sich die Bedeutung „Es eilt die Beute, es beeilt sich das Raubgut“, im zweiten, wahrscheinlicheren Fall „Eile (zur) Beute! Man eilt (zum) Raub.“

## Namensvarianten (deutsch)
- Luther: Raubebald-Eilebeute
- Einheit: Schnelle Beute Rascher Raub
- Elberfelder: Schnell-Raub Eile-Beute
- weitere: Eilebeute-Plünderschnell

## Jesajas Zeichenhandlung
In Jes 8,1–4  fordert JHWH Jesaja auf, den Ausdruck Maher-Schalal-Hasch-Bas auf eine große Tafel zu schreiben. Jesaja tut dies, die beiden Priester Urija und Secharja dienen ihm als Zeugen. Erst danach bekommt Jesaja einen Sohn, dem er diesen Namen geben soll. Der Name wird in Bezug auf die Raubzüge der Assyrer gegen Damaskus und Samaria gedeutet.

## Sonstiges
Der zweifache amerikanische Oscarpreisträger Mahershala Ali wurde von seinen Eltern nach ihm benannt.